# Fèlix d'Urgell
Fèlix o Feliu d'Urgell (? - Lió, 811/818) va ser bisbe d'Urgell (781-799). Defensor de les tesis adopcionistes per intentar captar per al cristianisme els nous musulmans de la península Ibèrica, Fèlix s'enfrontà al poder catòlic de l'emperador carolingi Carlemany i del Papa de Roma cosa que l'obligà a viure exiliat a l'Àndalus de 792 a 798. Finalment fou desposseït del bisbat d'Urgell i reclòs a Lió fins al final dels seus dies, per bé que Torres i Amat refusa la idea que morís fora de la seva diòcesi.

## Inicis de l'adopcionisme
A la segona meitat del segle viii, la península Ibèrica s'anava islamitzant progressivament a causa de la conquesta musulmana d'Hispània iniciada el 711. Així com el cristianisme afirma la naturalesa divina i humana de Jesús de Natzaret, la fe musulmana li nega la naturalesa divina presentant-lo com un profeta.
Sembla que Fèlix estudià al Monestir de Sant Sadurní de Tavèrnoles on, veient el retrocés del cristianisme davant l'islamisme, s'inicià en l'adopcionisme, un corrent cristià que rebaixava la naturalesa humana de Crist, per manifestar-se a la terra, ja que deien que Déu no s'encarnà en Jesús de Natzaret sinó que simplement hi habitava com en un temple. Aquesta ideologia fou formulada per primer cop per Elipand de Toledo i Fèlix d'Urgell el 784 en un concili de l'Església Catòlica hispanovisigòtica a Sevilla, però no pogué impedir el triomf de l'islam a la península.
La teoria que el bisbe Fèlix expressa en una “carta a un sarraí”, un escrit perdut, consisteix en contemplar la segona persona (Crist) com un fill “adoptat” en la carn. La idea es fonamenta en la predicació dels primers pares de la Església i és moguda per la raó i pels intents d’acostament a altres visions, com la musulmana.

## Intervenció carolíngia
L'adopcionisme, a més, causà un enfrontament amb l'església de l'Imperi Carolingi quan fou considerat com una heretgia pel Concili de Nicea II de 787 però Elipand i Fèlix continuaren, amb tot, predicant la seva nova ideologia. El 789 l'Urgell fou lliurat de iure als francs i les autoritats eclesiàstiques iniciaren els atacs a l'adopcionisme. Així, l'emperador franc Carlemany va organitzar el concili de Ratisbona, a l'actual Baviera (792), i hi cridà Fèlix. El bisbe d'Urgell fou obligat a abjurar i l'enviaren a Roma, on es va retractar davant del papa Adrià I; aleshores retornà a la Gòtia i s'exilià a l'Àndalus.
Malgrat tot, Elipand de Toledo i l'església hispana prosseguiren amb l'evangelització adopcionista. Aleshores Carlemany convocà un nou sínode a Frankfurt del Main, a l'actual Hessen (794), on el savi Alcuí de York envià una carta a Fèlix demanant la retractació de les teories adopcionistes. La condemna a l'heretgia continuà en els sínodes de Friül, a l'actual Itàlia (796), i en el de Roma (798) presidit pel mateix Papa Lleó III.

## Fi de l'adopcionisme
Mentrestant el 798 Fèlix havia retornat a la seva diòcesi i es trobà que els arquebisbes Nebridi de Narbona, Leidrat de Lió i Benet d'Aniana eren a la Gòtia predicant contra l'adopcionisme. L'any següent, Fèlix d'Urgell fou requerit a la cort reial d'Aquisgrà on Alcuí de York i una assemblea de teòlegs l'interrogà, a continuació el bisbe d'Urgell, atemorit, abjurà de la seva fe. Alcuí redactà posteriorment els coneguts set llibres Contra l'heretgia de Fèlix (799).
Fèlix fou enviat a Lió i se li prohibí retornar a la seva diòcesi. Els arquebisbes Nebridi de Narbona i Leidrat de Lió (aquest últim nomenat pel Papa de Roma com a bisbe d'Urgell en substitució de Fèlix) foren enviats de nou a la Tarraconense per reevangelitzar les diòcesis, que foren sotmeses directament a l'arxidiòcesi de Narbona -Tàrraco havia estat destruïda pels àrabs-.
Finalment, Fèlix d'Urgell morí entre el 811 i el 818 en el seu exili forçós de Lió. El seu deixeble Claudi de Torí, integrat al moviment carolingi, esdevingué bisbe de Torí.